# Andreas Krebs (Manager)
Andreas R. Krebs (* 11. Dezember 1957) ist ein deutscher Manager, Multi-Aufsichtsrat und Autor. Er war jahrelang in Führungspositionen im In- und Ausland tätig. Von 2010 bis 2019 war er Aufsichtsratsvorsitzender von Merz Pharma.

## Leben
Krebs wuchs in Sontra im Werra-Meißner-Kreis auf und lebt heute im Rheinland. Bis 2010 hat Krebs in Führungspositionen für die Bayer AG und die Wyeth Corporation gearbeitet, zuletzt als Konzernvorstand in den USA. Davor war er auch in Großbritannien, Kanada, Lateinamerika und Asien tätig. Von 2010 bis 2019 war Krebs Vorsitzender des Aufsichtsrates von Merz Pharma, von 2012 bis 2019 zusätzlich Vorsitzender des Gesellschafterrates. Daneben bekleidet er weitere Beirats- und Aufsichtsratsmandate in unterschiedlichen Branchen.
Krebs spricht als Referent zu Themen wie erfolgreiche Aufsichtsratsarbeit oder digitalen Wandel. Er schreibt regelmäßig Fachbeiträge in Wirtschaftsmedien oder ist Interviewpartner. Im Magazin BOARD beschrieb er 2020 im Beitrag „Chairman 4.0“ die „Sieben Herausforderungen für zeitgemäße Aufsichtsräte“.
2018 veröffentlichte er mit dem Briten Paul Williams das Buch “Die Illusion der Unbesiegbarkeit – warum Manager nicht klüger sind als die Incas vor 500 Jahren”. Das Buch wurde in Medien wie zum Beispiel Capital, FAZ oder dem Börsenblatt besprochen bzw. empfohlen. 2019 erschien das Buch auf Englisch, 2020 auf Portugiesisch.
Krebs ist Vorsitzender des Förderverein Girassol e.V., der sich für sozial benachteiligte Kinder und Jugendliche in São Paulo (Brasilien) einsetzt.